# Laura Zuccheri
Laura Zuccheri (Budrio, 4 ottobre 1971) è una fumettista e disegnatrice italiana.

## Biografia
Nata a Budrio nel 1971, comincia a pubblicare i suoi elaborati già nel 1992 sulla rivista Ken Parker Magazine, creata da Giancarlo Berardi e Ivo Milazzo che, nel 1993, viene assorbita dalla Sergio Bonelli Editore. Qui disegna numerosi fumetti, fra cui Lampi di paura, Metis e Caccia di sangre.
Nel 1994, comincia a disegnare, in collaborazione con Pasquale Frisenda, le avventure di Ken Parker I Condannati, su sceneggiatura di Maurizio Mantero. Nel 1996 abbandona Ken Parker per disegnare Hardware, storia pubblicata su Zona X. Nel 1997 collabora con Julia e nel 2006 incontra Sylviane Corgiat con la quale disegna il fumetto Épées de verre, storia fantastico-medievale in quattro tomi del 2009.
Nel 2013 le viene affidata la realizzazione della copertina del quarto volume della serie Color Tex, diventando così la prima autrice a cimentarsi col personaggio della Sergio Bonelli Editore. Sempre per quest’ultima casa editrice, nel 2019 disegna “Doc”, storia scritta da Mauro Boselli e inserita nello Speciale Tex numero 34. La pubblicazione di tale albo conferisce all’autrice il primato di prima (e ad oggi unica) donna ad aver mai disegnato uno dei cosiddetti “Texoni”
Laura Zuccheri è anche illustratrice e pittrice, e dice di essere influenzata da Frederic Remington, Charles Marion Russell, Norman Rockwell, Giovanni Boldini e Ilya Repine.

## Riconoscimenti
- 2011 - Lucca Comics & Games: migliore disegnatrice[5] per Ilango (secondo volume di Épées de verre)

## Opere

### Storie perJulia
- Giancarlo Berardi e Maurizio Mantero (testi), Laura Zuccheri (disegni); I sequestrati, in Julia n. 5, Sergio Bonelli Editore, febbraio 1999.
- Giancarlo Berardi (testi), Giorgio Trevisan con la collaborazione di Laura Zuccheri (disegni); Se le montagne muoiono, in Julia n. 8, Sergio Bonelli Editore, maggio 1999.
- Giancarlo Berardi e Gino D'Antonio (testi), Laura Zuccheri (disegni); Il cacciatore, in Julia n. 14, Sergio Bonelli Editore, novembre 1999.
- Giancarlo Berardi e Maurizio Mantero, con la collaborazione di Claudia Salvatori (testi), Giancarlo Caracuzzo con la collaborazione di Laura Zuccheri (disegni); Morte assicurata, in Julia n. 15, Sergio Bonelli Editore, dicembre 1999.
- Giancarlo Berardi, Giuseppe De Nardo e Maurizio Mantero (testi), Laura Zuccheri e Luca Vannini (disegni); Tornando a casa, in Julia n. 18, Sergio Bonelli Editore, marzo 2000.
- Giancarlo Berardi (testi), Laura Zuccheri (disegni); Chi è Christine?, in Julia n. 25, Sergio Bonelli Editore, ottobre 2000.
- Giancarlo Berardi e Maurizio Mantero (testi), Giancarlo Caracuzzo con la collaborazione di Laura Zuccheri (disegni); Mentre la città brucia, in Julia n. 26, Sergio Bonelli Editore, novembre 2000.
- Giancarlo Berardi (testi), Laura Zuccheri (disegni); Ucciderò, in Julia n. 31, Sergio Bonelli Editore, aprile 2001.
- Giancarlo Berardi (testi), Marco Soldi con la collaborazione di Laura Zuccheri (disegni); Skip il ladro, in Julia n. 36, Sergio Bonelli Editore, settembre 2001.
- Giancarlo Berardi (testi), Laura Zuccheri (disegni); Bentornata Myrna!, in Julia n. 39, Sergio Bonelli Editore, dicembre 2001.
- Giancarlo Berardi (testi), Laura Zuccheri (disegni); Una cara, carissima amica, in Julia n. 45, Sergio Bonelli Editore, giugno 2002.
- Giancarlo Berardi e Giuseppe De Nardo (testi), Valerio Piccioni e Steve Boraley, con la collaborazione di Laura Zuccheri (disegni); Sangue nella stanza N°3, in Julia n. 47, Sergio Bonelli Editore, agosto 2002.
- Giancarlo Berardi e Maurizio Mantero (testi), Valerio Piccioni e Laura Zuccheri (disegni); Il corpo del reato, in Julia n. 56, Sergio Bonelli Editore, maggio 2003.
- Giancarlo Berardi e Maurizio Mantero (testi), Laura Zuccheri (disegni); Attentato nel Texas, in Julia n. 69, Sergio Bonelli Editore, giugno 2004.
- Giancarlo Berardi e Maurizio Mantero (testi), Laura Zuccheri (disegni); Il grande mare d'erba, in Julia n. 70, Sergio Bonelli Editore, luglio 2004.
- Giancarlo Berardi e Maurizio Mantero (testi), Laura Zuccheri (disegni); Il mio primo caso, in Almanacco del Giallo n. 1, Sergio Bonelli Editore, maggio 2005.
- Giancarlo Berardi e Maurizio Mantero (testi), Laura Zuccheri (disegni); Myrna: a sangue caldo, in Julia n. 86, Sergio Bonelli Editore, novembre 2005.
- Giancarlo Berardi e Maurizio Mantero (testi), Laura Zuccheri (disegni); Come una foglia d'autunno, in Julia n. 94, Sergio Bonelli Editore, luglio 2006.
- Giancarlo Berardi e Maurizio Mantero (testi), Laura Zuccheri (disegni); Il caso del principe rapito, in Almanacco del Giallo n. 3, Sergio Bonelli Editore, maggio 2007.
- Giancarlo Berardi e Maurizio Mantero (testi), Laura Zuccheri (disegni); Myrna: un affare in famiglia, in Julia n. 110, Sergio Bonelli Editore, novembre 2007.
- Giancarlo Berardi e Maurizio Mantero (testi), Laura Zuccheri (disegni); Sognare, forse morire, in Julia n. 118, Sergio Bonelli Editore, luglio 2008.
- Giancarlo Berardi e Lorenzo Calza (testi), Laura Zuccheri, Giorgio Trevisan e Claudio Piccoli (disegni); Il Paese del Grande Spirito, in Julia n. 125, Sergio Bonelli Editore, febbraio 2009.
- Giancarlo Berardi e Maurizio Mantero (testi), Laura Zuccheri (disegni); Myrna: io sono mia, in Julia n. 130, Sergio Bonelli Editore, luglio 2009.
- Giancarlo Berardi e Maurizio Mantero (testi), Laura Zuccheri (disegni); Myrna: il coraggio di uccidere, in Julia n. 139, Sergio Bonelli Editore, aprile 2010.
- Giancarlo Berardi e Maurizio Mantero (testi), Laura Zuccheri con la collaborazione di Federico Antinori (disegni); L'omicidio è un bestseller, in Julia n. 160, Sergio Bonelli Editore, gennaio 2012.
- Giancarlo Berardi e Maurizio Mantero (testi), Laura Zuccheri (disegni); Barriera invisibile, in Julia n. 161, Sergio Bonelli Editore, febbraio 2012.

### Storie perKen Parker
- Giancarlo Berardi e Maurizio Manteri (testi), Pasquale Frisenda e Laura Zuccheri (disegni); I condannati, in Ken Parker Speciale, Sergio Bonelli Editore, luglio 1996.

### Storie perTex
- Mauro Boselli (testi), Laura Zuccheri (disegni); Doc!, in Texone n. 34, Sergio Bonelli Editore, giugno 2019.
- Pasquale Ruju (testi), Laura Zuccheri (disegni); La Gazza Ladra, in Color Tex n. 21, Sergio Bonelli Editore, agosto 2022.
- Mauro Boselli (testi), Laura Zuccheri (disegni); Pearl, in Tex Romanzi a Fumetti n. 16, Sergio Bonelli Editore, febbraio 2023.

### SerieLes Épées de verre
- Sylviane Corgiat (testi), Laura Zuccheri (disegni); Yama, in Les Épées de verre n. 1, Les Humanoïdes Associés, agosto 2009.
- Sylviane Corgiat (testi), Laura Zuccheri (disegni); Ilango, in Les Épées de verre n. 2, Les Humanoïdes Associés, marzo 2011.
- Sylviane Corgiat (testi), Laura Zuccheri (disegni); Tigran, in Les Épées de verre n. 3, Les Humanoïdes Associés, febbraio 2013.
- Sylviane Corgiat (testi), Laura Zuccheri (disegni); Dolmon, in Les Épées de verre n. 4, Les Humanoïdes Associés, novembre 2014.